# Assassination Nation

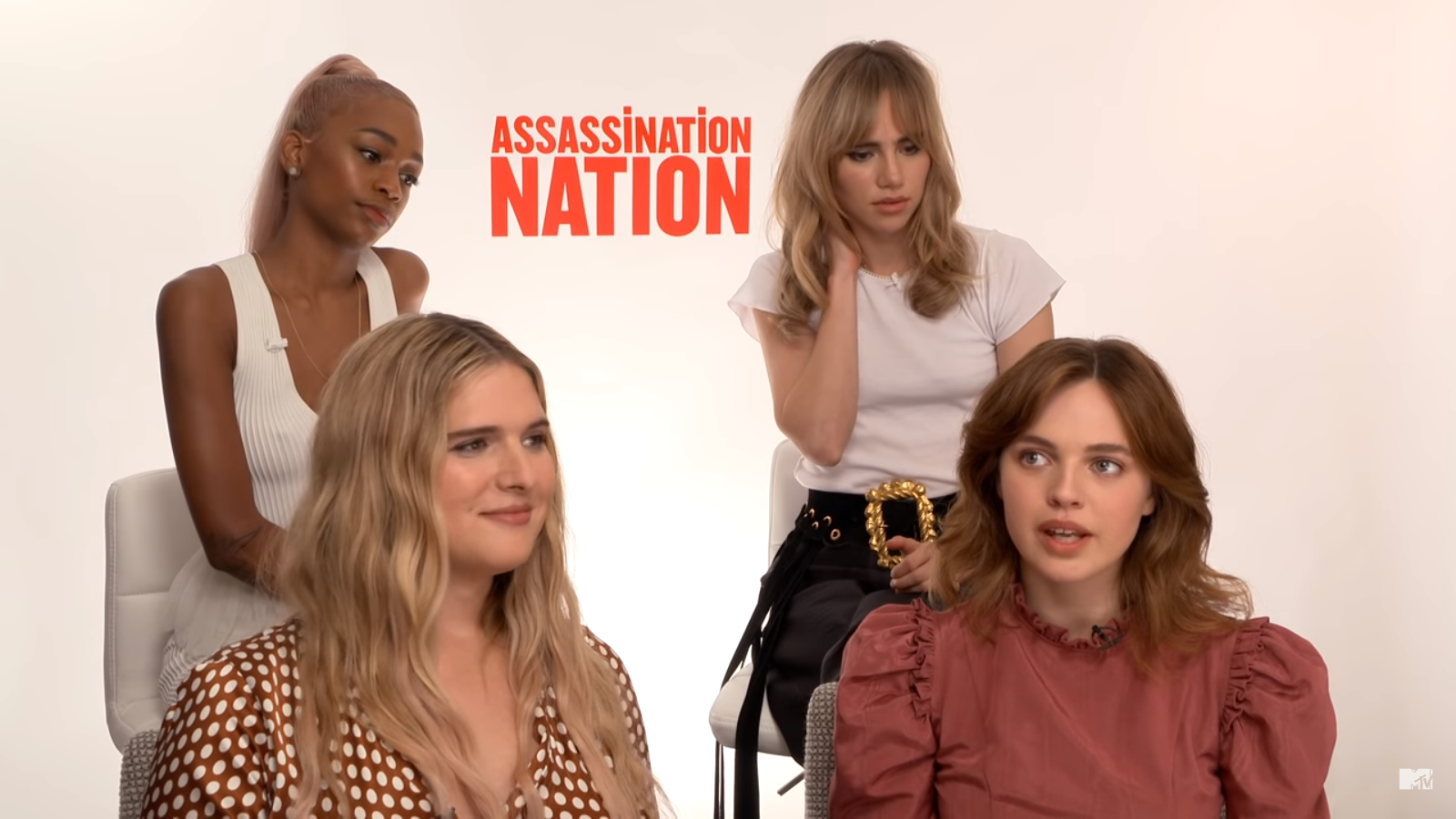
Abra, Suki Waterhouse, Hari Nef i Odessa Young el 2018.

Assassination Nation és un thriller d'humor negre satíric estatunidenc del 2018 escrita i dirigida per Sam Levinson. És protagonitzat per un repartiment encapçalat per Odessa Young, Suki Waterhouse, Hari Nef i Abra. La pel·lícula té lloc a la ciutat de Salem, que es entra en una espiral de caos i violència després que un pirata informàtic descobreix i filtra secrets personals sobre molts dels seus residents.
El desenvolupament de la pel·lícula va començar l'octubre de 2016, quan es va anunciar com el primer projecte del segell independent Foxtail Entertainment. Al llarg del 2017 es van fer anuncis de càsting i el rodatge va començar el març de 2017 i es va dur a terme a Nova Orleans. Mesos després, Neon va adquirir els drets de la pel·lícula amb AGBO, dels germans Russo.
La pel·lícula es va estrenar al Festival de Cinema de Sundance el 21 de gener de 2018 i va ser estrenada als Estats Units el 21 de setembre de 2018 per Neon i AGBO en associació amb Refinery29. Ha recaptat 2,8 milions de dòlars a tot el món i la recepció de la crítica va ser contradictòria: per una banda va lloar la seva acció "frenètica i visualment elegant" però per altra es va criticar la poca definició dels personatges.

## Argument
A la ciutat de Salem, la estudiant de secundària Lily Colson surt regularment amb les seves tres millors amigues, Bex Warren i les germanes Em i Sarah Lacey. Van a una festa on la Bex es veu amb el seu enamorat Diamond, mentre que la Lily passa l'estona amb el seu xicot Mark, alhora que envia missatges de text a un home al que anomena Daddy (papà, en anglès). Després de tenir relacions sexuals, Diamond li diu a la Bex que mantingui la seva relació en secret, ja que la Bex és transgènere.

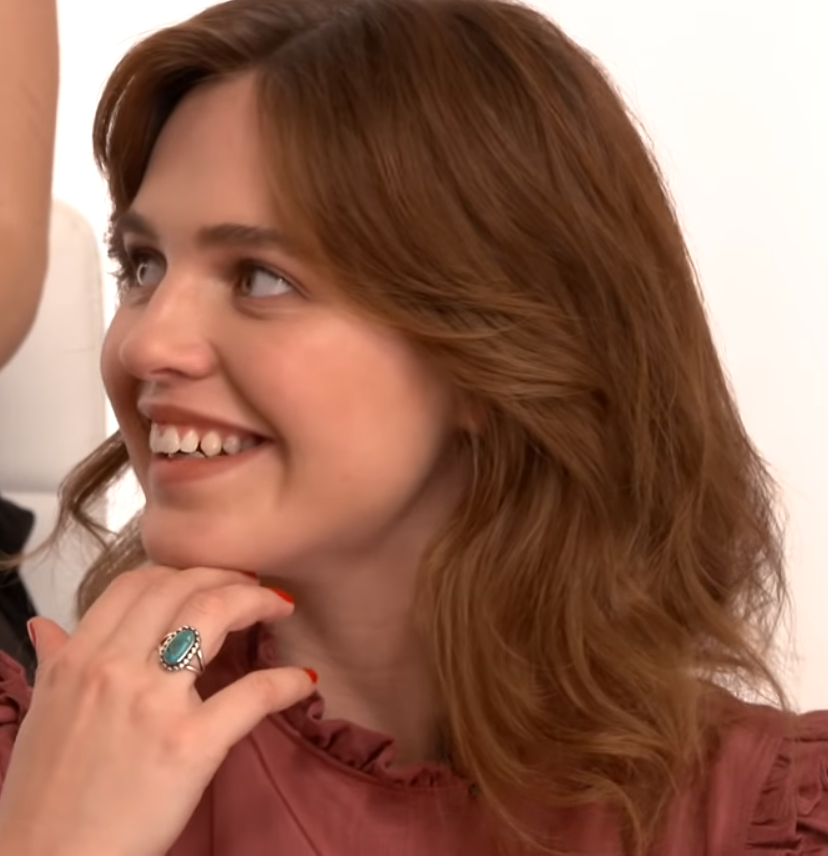
Odessa Young és Lily Colson, una de les protagonistes de la pel·lícula

Marty, un pirata informàtic aficionat, rep un missatge d'un altre pirata informàtic desconegut sobre el batlle Bartlett, un conegut candidat anti-gai. Li envia imatges de Bartlett interactuant amb prostituts masculins i vestint-se amb roba de dona, que Marty fa circular per tota la ciutat. Durant la conferència de premsa en què se suposa que ha d'abordar els fets, Bartlett se suïcida públicament. El director de l'institut Salem High, Turrell, és el següent en ser piratejat, amb imatges d'ell banyant-se amb la seva filla de 6 anys que fan que la gent el vegi com un pedòfil. Durant una reunió amb pares enfadats, es nega a dimitir, amb la intenció d'arreglar les coses per als alumnes i fer el millor per a la pròpia escola.
Quan la policia pregunta a Marty sobre els pirates, es publica un abocament massiu de dades de la meitat de la gent de Salem. La companya de classe de la Lily, la Grace, descobreix que la seva millor amic Reagan ha enviat les fotos nues de la Grace als seus amics i ara són públiques. La Grace colpeja Reagan amb un bat de beisbol durant la seva pràctica d'animadora, provocant-li el coma. Es revela que el Daddy és el veí de l'Em i la Sarah, Nick Mathers, a qui la Lily solia cuidar. Les imatges i vídeos lascives que la Lily va enviar a Nick es fan públiques quan la seva informació es filtra. Com a resultat, Mark l'exposa i la humilia, obligant els seus pares a expulsar-la de la seva família. Mentre camina pel seu carrer, defugida, sense sostre i miserable, és assetjada per un home en un camió que la filma i l'assetja abans de perseguir-la amb un ganivet. Finalment, ella el sorprèn amb una pala abans d'amagar-se a la casa de l'Em i la Sarah.
Una setmana després, la majoria de la ciutat s'ha posat màscares i ha pres les armes per venjar-se dels que creuen que els han fet mal. Nick, que ara lidera una multitud de vigilants amb màscares, captura a Marty, a qui torturen perquè admeti que l'adreça IP de Lily semblava ser la font dels pirates. Abans d'executar Marty, pengen un vídeo de la seva confessió forçada. Els agressors emmascarats segueixen la Lily fins a la casa de l'Em i la Sarah, on s'allotgen les quatre noies, i entren. La seva mare, Nance, intenta mantenir a ratlla els merodedors, però lamentablement es sacrifica per la Lily i la Bex per escapar de l'atac. Mentrestant, dirigida per l'oficial Richter, la turba arrossega l'Em i la Sarah fora i els introdueix en un cotxe de policia. La Bex mata a un dels atacants amb una pistola de claus i surt als carrers per cercar ajuda, mentre la Lily s'amaga a la casa d'en Nick.

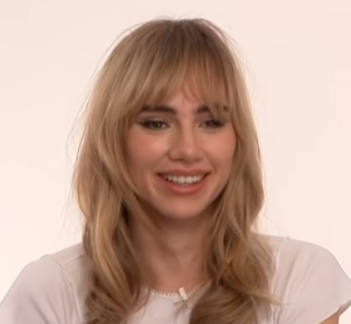
Suki Waterhouse és Sarah Lacey, una de les protagonistes de la pel·lícula

Nick al principi fingeix ajudar a Lily abans de brandar un ganivet, amb la intenció de violar-la fins a la mort per exposar els secrets de la gent del poble i provocar la desintegració del seu matrimoni i la seva família. Ella aconsegueix incapacitar-lo i s'amaga al bany, on descobreix el cadàver de Marty. Nick aconsegueix entrar, però després d'una breu lluita, la Lily finalment el derriba amb una fulla d'afaitar. Ella descobreix el seu gran dipòsit d'armes, que utilitza per abatre en Richter i rescatar Sarah i Em de la seva custòdia. Mentrestant, Bex és capturada pel millor amic de Diamond, Johnny, que intenta obligar a Diamond a penjar-la com a retribució per la seva humiliació. Bex el convenç per a que la perdoni, així que Johnny també el té a ell lligat. Lily, Em i Sarah rescaten la Bex, eliminant tots els amics de Johnny en el procés. Johnny es rendeix i suplica per la seva vida; Bex el salva i allibera Diamond. Lily fa un vídeo proclamant la seva innocència i instant a tothom a Salem a aixecar-se i lluitar contra els seus turmentadors. Aviat s'uneix a ella una multitud de víctimes contra les que es dirigia la multitud, la qual les considerava en connivència amb els pirates.
Després del motí, el germà petit de la Lily, Donny, el cervell darrere dels hackejos, és capturat i acusat de ciberterrorisme, assassinat i invasió de la privacitat. Quan els seus pares li pregunten per què ho va fer, Donny revela que ho va fer tot per diversió. La banda de música de Salem High interpreta " We Can't Stop " de Miley Cyrus per la ciutat destruïda plena de cadàvers i vehicles destruïts.

## Repartiment
- Odessa Young com a Lily Colson
- Suki Waterhouse com a Sarah Lacey
- Hari Nef com a Bex Warren
- Abra com a Em Lacey
- Bella Thorne com a Reagan Hall
- Bill Skarsgård com a Mark
- Joel McHale com a Nick Mathers
- Maude Apatow com a Grace
- Colman Domingo com a Principal Turrell
- Anika Noni Rose com a Nancey Lacey
- Kelvin Harrison Jr. com a Mason
- Lukas Gage com a Eric Lafont
- Cody Christian com a Johnny
- Danny Ramirez com a Diamond
- Noah Galvin com a Marty Kolker
- Jennifer Morrison com a Margie Duncan
- J. D. Evermore com a Chief Patterson
- Cullen Moss com a Mayor Bartlett
- Susan Misner com a Rose Mathers
- Joe Chrest com a Lawrence
- Kathryn Erbe com a Rebecca Colson
- Jeff Pope com a Officer Richter
- Andrene Ward-Hammond com a Officer Daniels
- Caden Swain com a Donny

## Producció

### Desenvolupament

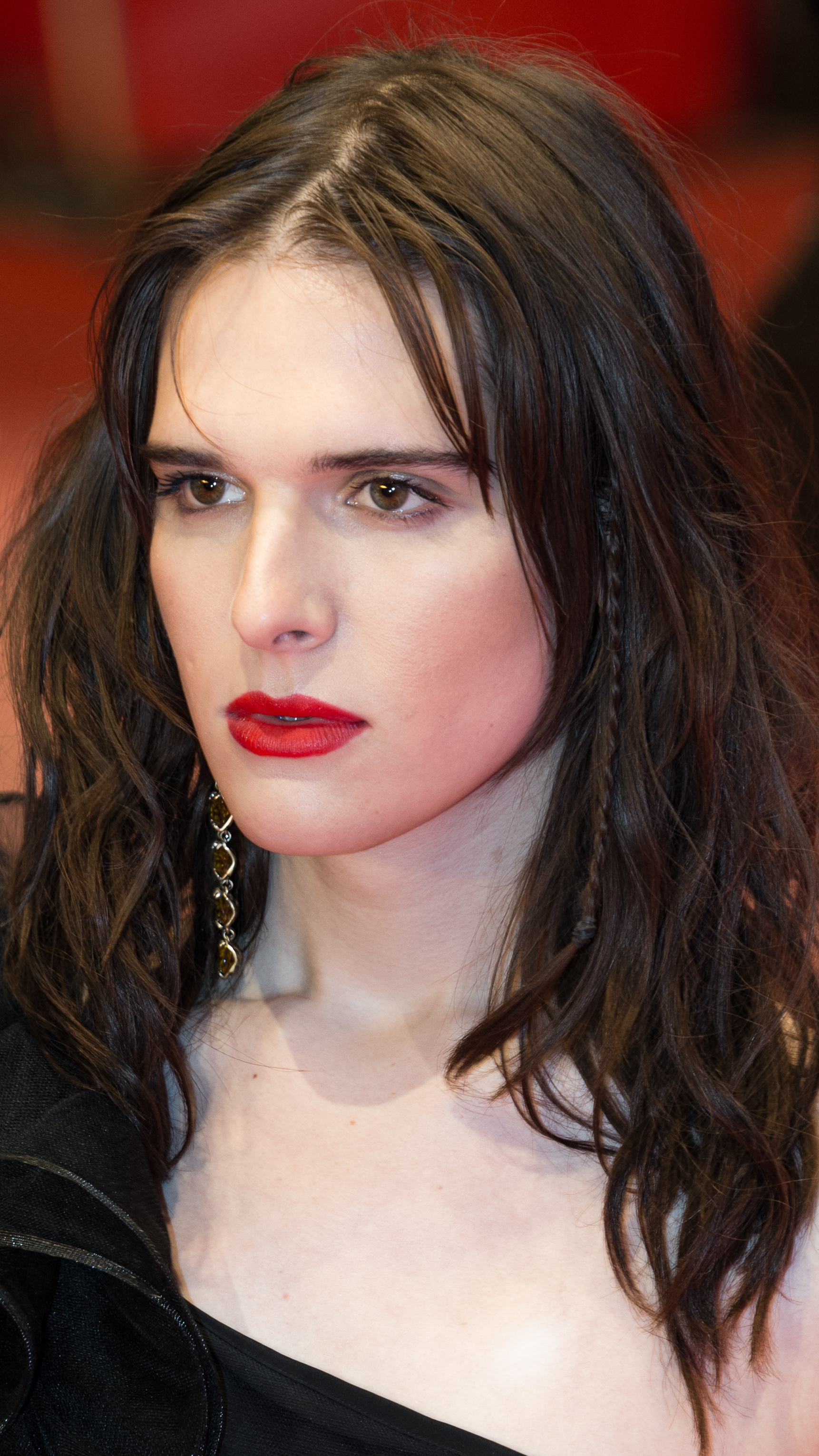
Hari Nef és Bex Warren, una de les protagonistes de la pel·lícula

L'octubre de 2016, Matthew Malek i Anita Gou van llançar el segell independent Foxtail Entertainment. El duet va anunciar la pel·lícula com el seu primer projecte. David S. Goyer i Kevin Turen es van unir a ells per produir la pel·lícula. També està produït per Bron Studios i Phantom Four, en associació amb Creative Wealth Media.
Després de l'estrena al Festival de Cinema de Sundance, Neon va adquirir els drets de la pel·lícula. AGBO va signar un acord amb 30West, una empresa que va adquirir una participació majoritària de Neon, per codistribuir la pel·lícula amb Neon. El juliol de 2018, Refinery29 també va signar amb Neon per codistribuir la pel·lícula amb ells i AGBO.

### Càsting
El desembre de 2016, Odessa Young, Suki Waterhouse, Hari Nef i Abra es van unir al repartiment principal de la pel·lícula.
El març de 2017, Bella Thorne, Maude Apatow, Bill Skarsgård, Joel McHale, Colman Domingo i Noah Galvin es van unir al repartiment. L'abril de 2017, Anika Noni Rose es va unir al repartiment pel paper de Nance, una dona atractiva amb un gust terrible pels homes, que té una mala reputació a la ciutat conservadora de Salem.

### Rodatge
La fotografia principal va començar el març de 2017 a Nova Orleans. La seqüència en què les noies són atacades a casa de Nance es va rodar en una sola presa amb una grua.

### Música
La partitura de la pel·lícula va ser escrita per Ian Hultquist, que va afirmar que Levinson li havia donat "una pissarra completament en blanc" amb la qual treballar, fent experimentacions per "alentir i degradar l'àudio, però tot i així mantenir-lo musical d'alguna manera" i, en un moment determinat, va compondre una banda sonora escrita a l'estil de l'obra Spaghetti Western d'Ennio Morricone. Juntament amb Morricone, Hultquist va destacar la influència de la banda sonora de Marco Beltrami per a les "coses fosques del sintetitzador" de Scream i Cliff Martinez, a més d'inspirar-se en cançons pop d'Air, Kanye West, Lana Del Rey i Migos. Un punt d'inflexió particular per a la composició va ser quan Levinson va rebre, de la seva amiga Isabella Summers, la cançó "Rage", que va acabar a la banda sonora.

## Llançament

### Estrena
La pel·lícula es va estrenar al Festival de Cinema de Sundance el 21 de gener de 2018. Va ser llançat als Estats Units el 21 de setembre de 2018 per Neon i AGBO en associació amb Refinery29.

### Mitjans domèstics
Assassination Nation es va publicar digitalment i en Blu-ray i DVD el 18 de desembre de 2018 per Universal Pictures Home Entertainment.

### Taquilla

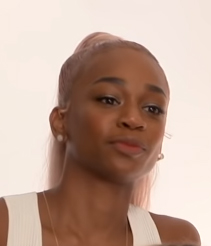
Abra és Em Lacey, una de les protagonistes de la pel·lícula

L'any de l'estrena, el 2018, Assassination Nation Recaptà 2 milions de dòlars als Estats Units i 847.617 $ a la resta de països, sumant una recaptació mundial de 2,9 milions de dòlars.
Als Estats Units, Assassination Nation es va estrenar al juntament amb The House with a Clock in Its Walls, Life Itself i Fahrenheit 11/9 i va tenir una mala acollida als cinemes. Es va projectar que la pel·lícula recaptaria uns 4 milions de dòlars el cap de setmana d'obertura des de 1.403 sales. No obstant això, va acabar debutant amb només 1 milió de dòlars, i va quedar 15a a la taquilla. A nivell internacional, la pel·lícula es va estrenar només a cinc països com a estrena limitada a les sales.
El cap de Neon, Tom Quinn, va reconèixer el rendiment insatisfactori de la taquilla de la pel·lícula, dient: " Sam Levinson ha creat una resposta atrevida, visionària i, en definitiva, catàrtica a l'incendi del contenidor que és el 2018. Sens dubte, estem decebuts que més gent no hagi sortit aquest cap de setmana, però els que ho van fer van ser forts i aclaparadorament positius. Assassination Nation necessitarà més temps per trobar el seu públic". Abans de l'estrena de la pel·lícula, l'analista Jeff Bock va comparar la pel·lícula amb Heathers, dient: "Hi ha gent que els agraden aquestes pel·lícules del tipus Heathers, però solen ser més populars a les plataformes d'entreteniment domèstic" i "És més probable que esdevenguis favorits de culte que no un grans èxit de taquilla".

### Resposta de la crítica
Al lloc web de l'agregador de ressenyes Rotten Tomatoes, la pel·lícula té una puntuació d'aprovació del 74% basada en 137 crítiques, amb una mitjana de 6.7/10. El consens crític del lloc web diu: " Assassination Nation fa malabars amb l'explotació i els elements socialment conscients amb resultats contradictoris, però els aficionats al gènere poden trobar-los massa elegants i visceralment enèrgics per ignorar-los".
A Metacritic, la pel·lícula té una puntuació mitjana ponderada de 56 sobre 100, basada en 28 crítics, que indica "crítiques mixtes o mitjanes". El públic enquestat per PostTrak va donar a la pel·lícula una puntuació positiva del 60% i una "recomanació definitiva" del 39%.

### Elogis
| Premi                                       | Data de la cerimònia   | Categoria | Destinataris | Resultat | Ref(s) |
| ------------------------------------------- | ---------------------- | --- | --- | -------- | ------ |
| Festival Internacional de Cinema de Toronto | 16 de setembre de 2018 | Premi del públic: Midnight Madness, segon classificat                                                                 | Assassination Nation\| style="background: #98FB98; color: black; text-align: center; vertical-align: middle;" class="table-yes2"\| Guanyador | [ 30 ]   |        |
| Festival de Cinema de Sitges                | 14 d'octubre de 2018   | style="background:#ffbbbb; color: black; text-align: center; vertical-align: middle;" class="table-no2"\| Nominat     | Assassination Nation\| style="background: #98FB98; color: black; text-align: center; vertical-align: middle;" class="table-yes2"\| Guanyador |          |        |
| Festival de Cinema Utopiales                | 5 de novembre de 2018  | style="background: #98FB98; color: black; text-align: center; vertical-align: middle;" class="table-yes2"\| Guanyador | Assassination Nation\| style="background: #98FB98; color: black; text-align: center; vertical-align: middle;" class="table-yes2"\| Guanyador | [ 31 ]   |        |
| Film Threat - Award This!                   | 25 de febrer de 2019   | Director de fotografia independent                                                                                    | Marcel Rév\| style="background: #98FB98; color: black; text-align: center; vertical-align: middle;" class="table-yes2"\| Guanyador           | [ 32 ]   |        |
| Film Threat - Award This!                   | 25 de febrer de 2019   | style="background:#ffbbbb; color: black; text-align: center; vertical-align: middle;" class="table-no2"\| Nominat     | Marcel Rév\| style="background: #98FB98; color: black; text-align: center; vertical-align: middle;" class="table-yes2"\| Guanyador           | [ 32 ]   |        |
| Film Threat - Award This!                   | 25 de febrer de 2019   | Millor director | Sam Levinson \| style="background:#ffbbbb; color: black; text-align: center; vertical-align: middle;" class="table-no2"\| Nominat            | [ 32 ]   |        |